# Dialetto brabantino

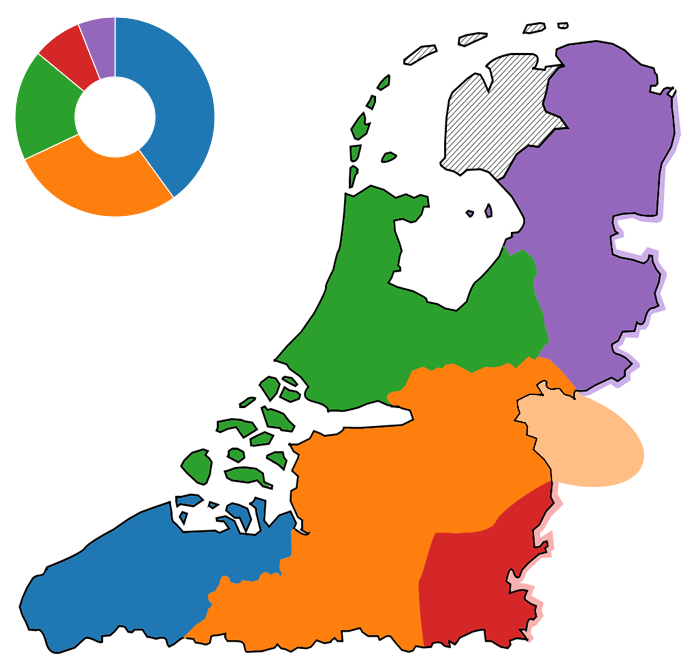
Lingua olandese media, con il brabantino in arancione

Il dialetto brabantino (Brabants) è un dialetto della lingua olandese parlato nei Paesi Bassi (provincia del Brabante settentrionale), Belgio (provincie di Anversa, Brabante Fiammingo e parte delle Fiandre Orientali), corrispondente al territorio olandofono dell'antico Ducato di Brabante.

## La storia
Rispetto agli altri dialetti e sotto-lingue dell'olandese, il brabantino ha storicamente avuto una grande influenza sullo sviluppo dell'olandese. Durante il Medioevo, i manoscritti dal X al XV secolo mostrano che il limburghese e poi il fiammingo occidentale erano le lingue letterarie predominanti, ma non ci sono prove di manoscritti letterari più a nord.
Nella seconda metà del XIV secolo, l'enfasi della società si spostò sul Brabante e quindi il dialetto brabantino divenne dominante. Si verificò una migrazione verso nord; il dialetto fiammingo occidentale influenzò la zona costiera della provincia dell'Olanda Meridionale ('s-Gravenhage e Leida), e gli immigrati dal Brabante arrivarono nelle province dell'Olanda Settentrionale e di Utrecht.
Nel XVI secolo, quando i Paesi Bassi erano in fermento, si verificò un'altra migrazione dai Paesi Bassi spagnoli (più o meno l'attuale Belgio) alle Province Unite dei Paesi Bassi. Ciò fece sì che l'élite culturale si spostasse dall'opprimente regione spagnola e cattolica romana al più liberale (e protestante) nord. La storica della linguistica olandese Nicoline van der Sijs afferma che è un mito popolare che il brabantino sia stato un'influenza dominante durante la standardizzazione dell'olandese a partire dal XVI secolo. Secondo la studiosa, l'olandese standard è un dialetto olandese standardizzato. Tuttavia, i ricercatori di linguistica delle varianti dell'Università di Gand e i linguisti olandesi di Berlino riconoscono l'influenza distintiva del brabantino sulla prima standardizzazione dell'olandese nel XVI secolo. La prima grande formazione dell'olandese standard ebbe luogo anche ad Anversa, dove si parla ancora un dialetto brabantino. Ciò ha fatto sì che la lingua standard si sia sviluppata principalmente grazie all'influenza brabantica.

## Uso attuale

### Paesi Bassi
La prima lingua scritta olandese moderna è stata inizialmente influenzata principalmente dal brabantino, con una forte influenza del dialetto olandese dopo il XVI secolo. Da allora, si è discostata dall'olandese standard e si è evoluta a modo suo, ma è ancora abbastanza simile perché entrambe siano reciprocamente intelligibili.
Gli scienziati berlinesi sottolineano un fenomeno molto importante nel XX secolo nel sud dell'area linguistica olandese: c'è stata un'espansione nell'uso del brabantino grazie alla presenza dominante di madrelingua brabantiniani nei moderni mezzi di comunicazione di massa come la radio e la televisione.
Circa un quarto della popolazione di lingua olandese vive nella zona del dialetto brabantino. Nei Paesi Bassi, le aree rurali conservano ancora alcuni dei loro dialetti brabantini originari. Nelle grandi città olandesi, come Breda ed Eindhoven, dove la rivoluzione industriale ha attirato molte persone da altre parti del Paese, il dialetto è stato diluito dal contatto con l'olandese standard. Poiché le persone tendevano a migrare verso le città dalle zone rurali circostanti, l'influenza brabantina è ancora visibile in alcuni termini e nella pronuncia, ma i dialetti originali delle città brabantine sono in gran parte scomparsi. Tuttavia, alcune grandi città, come Tilburg e 's-Hertogenbosch, hanno ancora molti abitanti che parlano il dialetto brabantino originale, con forte inclinazione all'uso del Brabantino orientale.

### Belgio
In Belgio, i dialetti sono ancora la lingua comunemente parlata e sono ancora parlati nella maggior parte delle grandi città, ma non ad Anversa, dove l'anversese, un mistura  del dialetto e della lingua standard, rimane comune. Nella regione di Bruxelles-Capitale, il francese ha largamente sostituito l'olandese a metà del XX secolo, ma ci sono molte attività culturali che utilizzano il dialetto di Bruxelles (a volte chiamato Marols), come la Messa in una chiesa di Jette. Inoltre, l'uso dell'olandese sta riprendendo vigore a causa del ritorno di giovani famiglie di lingua olandese dalla periferia al centro storico della città di Bruxelles.

## Differenze dall'olandese standard
Il brabantino è piuttosto vicino e ha contribuito allo sviluppo dell'olandese standard. Una frase caratteristica, houdoe ("abbi cura di te"), deriva da houd u goed (letteralmente, "stai bene"), ma l'olandese colloquiale e l'olandesina usano doei ("ciao").
Nel Brabantiano meridionale (Belgio), "Ale, salu(kes) e!", basato sui prestiti dal francese "Allez!" e "Salut!", è una frase di commiato comune.
I dialetti brabantini hanno una caratteristica tendenza storica all'accusativismo, l'uso del caso accusativo al posto del caso nominativo. Mentre i casi stessi sono caduti in disuso nella lingua moderna, la forma accusativa sopravvive nel brabantino, invece del caso nominativo dei dialetti più settentrionali (nominativismo). Poiché il caso accusativo aveva forme diverse per i sostantivi maschili e femminili, in brabantino i due generi sono rimasti separati.